# Axel Hou
Hans Axel Hou (født 13. juli 1860 i København, død 4. april 1948) var en dansk maler og raderer.
Efter at være blevet farmaceutisk kandidat og en tid at have ernæret sig som sådan gennemgik han Kunstakademiet, studerede så i Paris under Raphaël Collin (en) og vendte derefter tilbage til København, hvor han blev lærer ved teknisk skole. 
Portrættet af kunstnerens mor (1900) blev belønnet med Aarsmedaillen og erhvervet til Kunstmuseet. Fremhæves kan desuden portrætterne af stiftsprovst Ludvig Helweg, statsrådssekretær Jens Koefoed, arkitekten professor Vilhelm Petersen, malet for udstillingskomiteen (1902), af billedhuggeren Niels Hansen Jacobsen (1906), af kammersanger Peter Cornelius samt en del børneportrætter.
Desuden har Hou malet nogle arkitekturbilleder, som Petri Kirketårn, Marmorkirken og Nikolaj tårn, og altertavler som Jesus tager børnene i favn (Bangsbostrand Kirke, 1903), Christus og Nikodemus (Sankt Olai Kirke i Hjørring, 1906), og Jesus taler fra fiskerbåden (Løgstør Kirke, 1907). Af raderinger har han udført temmelig mange; han har tegnet adskilligt for kunsthåndværket, sølvarbejder og navnlig bogbind.
| - Portrætraderinger af familie - "Portræt af min moder" - Selvportræt med hustru, 1928 Jule- og nytårskort - Selvportræt |

| - Værker af Axel Hou - Portræt af billedhuggeren Niels Hansen Jacobsen - Portræt af billedhuggeren Niels Hansen Jacobsen, 1899. - Altertavle i Bangsbostrand Kirke i Frederikshavn, 1903 - Portræt af billedhugger og keramiker Niels Hansen Jacobsen, 1904 - Sankt Olai Kirke, Hjørring, 1904 - Altertavle i Løgstør Kirke, 1907 ("Jesus taler fra fiskerbåden") - Bitten. En lille pige med en buket blomster, 1910 - Opstilling med jordbær i kabaretfad (no) og sølvske på et bord med hvid dug, 1912 - Skallerup Kirke, altertavle, 1913-14 (Jesus hos Martha og Maria) |

| - Christian August Christensen, 1914 - Kvindeportræt (Euphrosine Gøtzsche), 1919 - En kvinde siddende på en terrasse, 1922 - Frederiksborg Det gamle tårn, 1929 - Carl Rasmussen (1863-1936), 1932 - Aftenstemning ved Sct. Jørgens Sø i København, 1941 - Portræt af ung kvinde, ukendt dato |